# 費仲
費仲（ひ ちゅう）は、中国明代に著作した神怪小説『封神演義』に登場する人物で、紂王にかわいがられた奸臣。諌大夫でありながら紂王の側近であることをいいことに諸侯から贈り物をうけていた。その風習を嫌い贈り物を送らない蘇護をおとしいれようと尤渾とともに、美女を手に入れようとする紂王に蘇護の娘である妲己を勧める。紂王の誘いに怒った蘇護が戦を始めると、わざと「通った後は草すらも残らない」と悪評高い北伯侯である崇侯虎を推薦する。その後西伯候姫昌の上大夫散宜生と崇侯虎の実弟崇黒虎の活躍により蘇護が降伏すると、次は紂王に気に入られた妲己にとり入る。文王が幽閉されて7年経った頃西岐から賄賂をもらい、文王の釈放を紂王に勧めた。しかし西伯武王姫発の軍との戦いで大雪の中で凍死した。死後は封神された。